# Les Échelles
Les Échelles é uma comuna francesa na região administrativa de Auvérnia-Ródano-Alpes, no departamento de Saboia. Estende-se por uma área de 3,75 km². Em 2010 a comuna tinha 1 248 habitantes (densidade: 332,8 hab./km²).